# 화산면 (영천시)
화산면(花山面)은 대한민국 경상북도 영천시의 면이다. 넓이는 53.5km2이고, 인구는 2013년 기준으로 3,670명이다.

## 형성 및 변천
화산면은 조선 시대 신녕군의 아촌면(牙村面)과 대량면(代良面)으로, 영천군의 지림면(淽林面) 등으로 나누어져 있었다. 1914년 행정구역 통폐합에 따라 이 세 개 면과 북습면(北習面) 및 명산면(鳴山面) 일부를 합하여 신녕의 옛 이름인 영천군 화산면(花山面)으로 개설하였다.
1914년의 행정구역과 현재의 행정구역 비교
| 조선총독부령 제111호 |                                                       |
| 구 행정구역          | 신 행정구역                                           |
| 영천군 지림면        | 화산면 당곡동, 부계동, 삼부동, 석촌동, 용평동, 유성동 |
| 신녕군 아촌면        | 화산면 당지동, 대안동, 덕암동, 연계동, 효정동         |
| 신녕군 대량면        | 화산면 가상동, 귀호동, 대기동, 매산동, 암기동, 화산동 |
- 1983년 2월 15일 매산동이 영천시 명산동에 편입되었으며, 1986년 4월 1일에는 귀호리가 영천군 화남면으로 편입되었다.
- 1995년 1월 1일 영천시·영천군이 통합해 영천시 화산면으로 되었고, 현재 연계(蓮溪)·유성(柳星)·덕암(德岩)·대안(大安)·삼부(三釜)·석촌(石村)·당곡(堂谷)·효정(孝亭)·당지(唐池)·화산(花山)·부계(富溪)·암기(岩基)·용평(龍坪)·가상(佳上)·대기(大基) 등 15개 마을로 이루어져 있다.

## 행정 구역
| 법정리 | 행정리                    |
| ------ | ------------------------- |
| 가상리 | 가상리                    |
| 당곡리 | 당곡리                    |
| 당지리 | 당지1리, 당지2리          |
| 대기리 | 대기리                    |
| 대안리 | 대안1리, 대안2리, 대안3리 |
| 덕암리 | 덕암1리, 덕암2리          |
| 부계리 | 부계리                    |
| 삼부리 | 삼부리                    |
| 석촌리 | 석촌리                    |
| 암기리 | 암기리                    |
| 연계리 | 연계1리, 연계2리          |
| 용평리 | 용평리                    |
| 유성리 | 유성1리, 유성2리, 유성3리 |
| 화산리 | 화산1리, 화산2리          |
| 효정리 | 효정1리, 효정2리          |

## 교육 기관
| 학교명       | 소재지              | 비고 |
| ------------ | ------------------- | ---- |
| 화산초등학교 | 화산면 장수로 942-9 |      |
| 화덕초등학교 | 화산면 덕암리 140   |      |
| 화산중학교   | 화산면 연유길 14    |      |